# Club Baloncesto Málaga 1992-1993
Questa voce raccoglie le informazioni riguardanti il Club Baloncesto Málaga nelle competizioni ufficiali della stagione 1992-1993.

## Stagione
La stagione 1992-1993 del Club Baloncesto Málaga è la 1ª nel massimo campionato spagnolo di pallacanestro, la Liga ACB.

## Roster
Aggiornato al 6 dicembre 2021.
| Unicaja Polti Málaga 1992-93 | Unicaja Polti Málaga 1992-93 |
| Giocatori                    | Staff tecnico                |
| ---------------------------- | ---------------------------- |

| N. | Naz.                   | Ruolo | Nome              | Anno | Alt.   | Peso   |  |
| -- | ---------------------- | ----- | ----------------- | ---- | ------ | ------ |  |
| 4  | Stati Uniti (bandiera) | A     | Chris King        | 1969 | 203 cm | 98 kg  |  |
| 5  | Spagna (bandiera)      | A     | Antonio Benítez   | 1970 | 195 cm |        |  |
| 6  | Spagna (bandiera)      | GA    | Antonio Medianero | 1970 | 191 cm |        |  |
| 7  | Spagna (bandiera)      | C     | Fernando Mateo    | 1968 | 204 cm |        |  |
| 8  | Stati Uniti (bandiera) | C     | Tony Massenburg   | 1967 | 206 cm | 108 kg |  |
| 9  | Stati Uniti (bandiera) | AG    | Michael Ansley    | 1967 | 201 cm | 102 kg |  |
| 10 | Spagna (bandiera)      | C     | Gabriel Campos    | 1970 | 205 cm |        |  |
| 11 | Spagna (bandiera)      | GA    | Jordi Grau        | 1968 | 191 cm |        |  |
| 12 | Spagna (bandiera)      | P     | Nacho Rodríguez   | 1970 | 186 cm | 80 kg  |  |
| 13 | Spagna (bandiera)      | G     | Gabriel Ruiz      | 1973 | 195 cm |        |  |
| 14 | Spagna (bandiera)      | P     | Joaquín Ruiz      | 1966 | 187 cm |        |  |
| 15 | Spagna (bandiera)      | AP    | Manel Bosch       | 1967 | 198 cm |        |  |
| -  | Spagna (bandiera)      | P     | Curro Ávalos      | 1973 | 185 cm |        |  |

| Allenatore                                                                  |
| - Javier Imbroda                                                            |
| Assistente/i                                                                |
| - Pedro Adolfo Ramírez Legenda - (C) Capitano - (IN) Inattivo - Infortunato |

## Mercato

### Sessione estiva
| Acquisti | Acquisti          | Acquisti          | Acquisti   | Acquisti |
| R.a      | Nome              | da                | Modalità   |          |
| -------- | ----------------- | ----------------- | ---------- | -------- |
| P        | Nacho Rodríguez   | Maristas Málaga   | definitivo |          |
| A        | Antonio Benítez   | Caja de Ronda     | definitivo |          |
| AP       | Manel Bosch       | C.B. Saragozza    | definitivo |          |
| C        | Fernando Mateo    | Melilla           | definitivo |          |
| AG       | Michael Ansley    | Maristas Málaga   | definitivo |          |
| P        | Joaquín Ruiz      | Caja de Ronda     | definitivo |          |
| C        | Tony Massenburg   | Pall. Reggiana    | definitivo |          |
| A        | Chris King        | W.F. Dem. Deacons | definitivo |          |
| AP       | Antonio Medianero | Caja de Ronda     | definitivo |          |
| GA       | Jordi Grau        | Caja de Ronda     | definitivo |          |
| C        | Gabriel Campos    | Caja de Ronda     | definitivo |          |
| G        | Gabriel Ruiz      | Caja de Ronda     | definitivo |          |
| P        | Curro Ávalos      | Caja de Ronda     | definitivo |          |
| G        | Daniel Romero     | Caja de Ronda     | definitivo |          |

| Cessioni | Cessioni      | Cessioni | Cessioni | Cessioni |
| R.       | Nome          | a        | Modalità |          |
| -------- | ------------- | -------- | -------- | -------- |
| G        | Daniel Romero | Málaga B | prestito |          |